# Alagarno Doungous
Alagarno Doungous est un canton du Cameroun dans la Région de l'Extrême-Nord et le département de Mayo-Sava, situé à la frontière avec le Nigeria. Il fait partie de la commune de Kolofata et comprend neuf villages.

## Population
Lors du recensement de 2005, on a dénombré 2 120 habitants dans le canton.

## Structure administrative
Outre le village d'Alagarno Doungouns proprement dit, le canton comprend aussi les villages et hameaux suivants : 
- Agardawadji Modoukouri Moussa,
- Alagarno Boukar Malloum,
- Alagarno Adam,
- Kordo Abba Soua,
- Kordo Djibbri,
- Manenkoua Tchara,
- Manenkoua-Aga Kalkoumi,
- Modokouri Kordo